# 押田茂實
押田 茂實（おしだ しげみ、1942年11月11日 - ）は、日本の医師、法医学者である。日本大学名誉教授。

## 人物
専門は、医療事故の現状分析と予防対策、DNA型鑑定、中毒の代謝などであり、法医鑑定（埼玉県内の法医解剖の他、親子鑑定・医療事故などの鑑定や物件鑑定・再鑑定）に携わっている。日本のDNA型鑑定の第一人者として、保土ヶ谷事件（ある監察医が解剖しないで鑑定書を作成したのではないかという疑惑事件）の臓器のDNA型鑑定や東電OL事件のDNA鑑定、足利事件のDNA型鑑定、飯塚事件の鑑定を行ったことでも知られる。
押田は高校時代、どちらかと言うと文化系の科目が得意としており、「将来は弁護士か外交官」と思っていたという。医療事故や医事紛争を含む法医学については医学部卒業後、東北大学教授（当時）の赤石英に師事している。だしお先生の愛称で親しまれている。

## 経歴
埼玉県大里郡寄居町出身。昭和30年（1955年）寄居町立用土小学校卒業。昭和33年（1958年）寄居町立用土中学校卒業。昭和36年（1961年）　埼玉県立熊谷高等学校卒業。昭和42年（1967年）東北大学医学部を卒業後、法医学者となった。インターン（臨床研修）をへて昭和43年（1968年）に東北大学医学部助手（法医学）。昭和53年（1978年）から東北大学医学部助教授（法医学）、同年2月、（東北大学）医学博士。「注射剤の理化学的性状と細胞・組織障害性に関する研究」。昭和55年（1980年）沖縄県警察本部法医学顧問…半年間。昭和60年（1985年）から日本大学医学部教授（法医学）。日本大学医学部企画担当（8.11～11.10）。日本大学医学部倫理委員会委員長（11.4～19.3）。日本大学医学部学生担当（11.11～14.10）。平成19年（2007年）　日本大学医学部次長。平成20年（2008年）　日本大学医学部教授（研究所）。平成23年（2011年）　日本大学名誉教授。

### 所属学会
- 日本医事法学会（理事、13.5～現在）
- 日本法医学会（理事、10.5～15.4）、
- 日本賠償科学会（副理事長、13.6～16.5）

## 著作
- 『医療事故 : 知っておきたい実情と問題点』 / 押田茂實[著]. -- 祥伝社, 2005.-- (祥伝社新書 ; 006)
- 『外科病棟・手術室のリスクマネジメント』 / 松野正紀, 押田茂實, 根岸七雄編著. -- 中外医学社, 2004
- 『実例に学ぶ医療事故』 / 押田茂實, 児玉安司, 鈴木利廣著. -- 医学書院, 2000
- 『実例に学ぶ医療事故』 / 押田茂實, 児玉安司, 鈴木利廣著. -- 第2版. -- 医学書院, 2002
- 『法医学現場の真相　－－　今だから語れる「事件・事故」の裏側』 / 押田茂實, . -- 祥伝社, 2010.-- (祥伝社新書)
- 『Q&A見てわかるDNA型鑑定 (DVD付) (GENJIN刑事弁護シリーズ 13)』 / 押田茂實・岡部保男編著,鉄堅・岩上悦子・木谷明・西嶋勝彦・酒井幸・水沼直樹執筆 . -- 現代人文社, 2010.-- (現代人文社)
- 『法医学者が見た再審無罪の真相』 / 押田茂實[著]. -- 祥伝社, 2014.-- (祥伝社新書 ; 395)

### ビデオ
- ビデオなど実例に学ぶ－医療事故－6 巻（ビデオ）（ビデオパックニッポン1999 年）
- 続実例に学ぶ－医療事故－3 巻（ビデオ）（ビデオパックニッポン2000 年）
- 具体的なリスクマネジメント3 巻（ビデオ）（ビデオパックニッポン2003 年）
- 医療事故防止とリスクマネジメント（講演ビデオ）（ビデオパックニッポン2003 年）
- 実践して学ぶリスクマネジメント（講演ビデオ）（ビデオパックニッポン2004 年）
- CD-ROM「整形外科領域におけるリスクマネジメント」2 巻（大正富山医薬品株式会社　2007 年）
- CD-ROM「透析療法医療事故とリスクマネジメント」（大正富山医薬品株式会社　2010 年）